# سسکیله
سسکیله (انگلیسی: Sesquilé) نام شهری در کشور کلمبیا است.